# Nassau (provincie)
Nassau was een provincie van Pruisen die bestond van 1944 tot 1945.

## Geschiedenis
De provincie ontstond toen de provincie Hessen-Nassau in opdracht van Adolf Hitler op 1 april 1944 werd gesplitst in Nassau en Keur-Hessen om de bestuurlijke indeling van eerstgenoemde provincie aan de defensiedistricten aan te passen. Het Regierungsbezirk Wiesbaden en de voorheen Keur-Hessische districten Hanau, Gelnhausen en Schlüchtern vormden hierbij de provincie Nassau.
Na de Tweede Wereldoorlog viel Nassau onder de Amerikaanse bezettingszone, behalve het westelijke gedeelte met
de districten Oberwesterwald en  het Unterwesterwald, Unterlahn en Sankt Goarshausen, die onder de Franse bezettingszone vielen.
Het Amerikaanse gedeelte van Nassau werd op 19 september 1945 met Keur-Hessen en de Volksstaat Hessen verenigd tot de deelstaat Groot-Hessen, die na het aannemen van een nieuwe grondwet op 1 december 1946 werd omgedoopt in Hessen. Het Franse gedeelte maakte sinds 1946 als Regierungsbezirk Montabaur deel uit van de deelstaat Rijnland-Palts.

## Bestuurlijke indeling (1944)

### Regierungsbezirk Wiesbaden

#### Stadsdistricten (Stadtkreise)
1. Frankfurt am Main
2. Wiesbaden

#### Districten (Landkreise)
1. Biedenkopf
2. Dill
3. Gelnhausen
4. Hanau
5. Limburg
6. Main-Taunus
7. Oberlahn
8. Obertaunus
9. Oberwesterwald
10. Rheingau
11. Sankt Goarshausen
12. Schlüchtern
13. Unterlahn
14. Untertaunus
15. Unterwesterwald
16. Usinge
17. Wetzlar

## Eerste president (Oberpräsident)
- 1944-1945: Jakob Sprenger

1815:
Brandenburg · Groothertogdom Beneden-Rijn · Gulik-Kleef-Berg · Oost-Pruisen · Pommeren · Posen · Saksen · Silezië · Westfalen · West-Pruisen · 1822: Rijnprovincie · 1829: Pruisen · 1850: Hohenzollernsche Lande · 1867: Hannover · Hessen-Nassau · Sleeswijk-Holstein · 1878: Oost-Pruisen · West-Pruisen · 1919: Neder-Silezië · Opper-Silezië · 1920: Berlijn · 1922: Grensmark Posen-West-Pruisen · 1944: Halle-Merseburg · Keur-Hessen · Maagdenburg · Nassau · 1945: Saksen-Anhalt